# Silek Tuo
Silek Tuo is een van de oudste stijlen van de vechtkunst pencak silat. Silek Tuo staat letterlijk voor "oude silat". Deze stijl heeft zijn oorsprong in West-Sumatra. De stijl maakt deel uit van de traditionele West-Sumatraanse Minang-stijlen (de pencak-silat-stijlen uit Sumatra).   

## Islamitische invloed
Aangezien de islam in heel Indonesië inclusief Sumatra veel voorkomt, heeft dit ook zijn invloed gehad op de silat. Niet zozeer het geloof zelf, maar vooral de wijze van lesgeven, de etiquette en sociale normen en waarden binnen de silat werden door de regels van de islam beïnvloed.

## De stijl
Het feit dat Silek Tuo een zeer oude stijl is heeft uiteraard ook zijn invloed op de wijze waarop er getraind wordt. Veel modernere Silatstijlen maken gebruik van technieken die hun oorsprong hebben in kunsten als karate of Thai boxing. Bij de Silek Tuo is dat niet het geval, waardoor deze stijl zich minder richt op stoten en trappen (wat niet betekent dat ze niet voorkomen) en meer op worp-, breek- en verwurgingtechnieken. Ook aspecten als ademhaling en meditatie ter bevordering van de samenwerking tussen lichaam en geest zijn belangrijke aspecten binnen de Silek Tuo. 